# Jens Keller
Jens Keller (Stuttgart, 24 november 1970) is een Duits voormalig profvoetballer en huidig voetbaltrainer. 

## Erelijst (als speler)
VfB Stuttgart
- Bundesliga

1992